# Chorso av Toulouse
Chorso av Toulouse, död 790, var regerande greve av Toulouse mellan 778 och 790. Han var den första greven av Toulouse. 
Hans ursprung är okänt, utöver att han uppges ha varit frank, snarare än inhemsk syndfransman. Han kan ha deltagit i erövringen av Akvitanien tillsammans med Pippin den lille omkring 767-768, för att sedan utnämnas av kungen till den förste greven som belöning. Hans namn nämns så tidigt som 778 som greve av Toulouse i listan över grevar som Karl den Store kallade för födelsen av hans arvtagare, Ludvig den fromme.